# Franck Cribaillet
Franck Cribaillet, né le 1er décembre 1959, est un taekwondoïste français.
Il remporte la médaille d'or dans la catégorie des moins de 64 kg aux Championnats d'Europe de taekwondo 1986. Il participe au tournoi de sport de démonstration de taekwondo aux Jeux olympiques d'été de 1988 dans la catégorie des moins de 70 kg ; il est éliminé au premier tour.

## Palmarès
- 6 fois champion de France 1981 a 1989
- 6 fois vainqueur de la Coupe de France de 1980 a 1986.
- 4 fois vainqueur open Internationaux de 1984 a 1988.